# Chandmanĭ-Öndör
Chandmanĭ-Öndör (mongoliska: Чандмань-Өндөр Сум, Чандмань-Өндөр, Chandmanĭ-Öndör Sum) är ett distrikt i Mongoliet.   Det ligger i provinsen Chövsgöl, i den norra delen av landet, 500 km nordväst om huvudstaden Ulaanbaatar.